# Nguyễn Hữu Đức (Hà Nội)
Nguyễn Hữu Đức (sinh ngày 28 tháng 8 năm 1971) là đại biểu Quốc hội Việt Nam khóa XIII, XIV, thuộc đoàn đại biểu Bình Định, Ủy viên thường trực Ủy ban Kinh tế của Quốc hội, Phó Chủ tịch Nhóm nghị sĩ hữu nghị Việt Nam - Cuba.

## Xuất thân
Ông sinh ngày 28 tháng 8 năm 1971, quê quán ở phường Cầu Dền, quận Hai Bà Trưng, TP Hà Nội. Ông hiện cư trú ở Số 64 Ao Dài, phường Cầu Dền, quận Hai Bà Trưng, thành phố Hà Nội.

## Giáo dục
- Đại học Kinh tế
- Cử nhân Luật (Đại học Khoa học xã hội và nhân văn)
- Thạc sĩ Kinh tế
- Cao cấp lý luận chính trị

## Sự nghiệp
Nghề nghiệp, chức vụ (Hiện tại): Ủy viên thường trực Ủy ban Kinh tế của Quốc hội, Phó Chủ tịch Nhóm nghị sĩ hữu nghị Việt Nam - CuBa
Nơi làm việc: Ủy ban Kinh tế của Quốc hội
Ngày vào đảng: 30/8/2001
Nơi ứng cử: Bình Định
Đại biểu Quốc hội khoá: XIII
Đại biểu chuyên trách: Trung ương
Đại biểu Hội đồng Nhân dân: Không